# Finale de la Ligue Europa Conférence 2021-2022
La finale de la Ligue Europa Conférence 2021-2022 est la 1re finale de la Ligue Europa Conférence. Cette rencontre a lieu le 25 mai 2022 à l'Arena Kombëtare de Tirana, en Albanie.
Elle voit s'opposer l'équipe italienne de l'AS Rome aux Néerlandais du Feyenoord Rotterdam.
Le vainqueur obtient une place qualificative pour la phase de groupes de la Ligue Europa 2022-2023.

## Désignation de la ville organisatrice de la finale
Une procédure de candidature est mise en place par l'UEFA pour l'obtention de la finale.
Quatre pays se portent candidats pour l'organisation : l'Albanie, la France, la Grèce et la Macédoine du Nord.
| Association       | Stade                       | Ville         | Capacité |
| ----------------- | --------------------------- | ------------- | -------- |
| Albanie           | Arena Kombëtare             | Tirana        | 22 500   |
| France            | Stade Geoffroy-Guichard     | Saint-Étienne | 41 965   |
| Grèce             | Stade Pankritio             | Heraklion     | 26 240   |
| Macédoine du Nord | Stade national Toše-Proeski | Skopje        | 33 460   |

L'Arena Kombëtare de Tirana est finalement choisie par le Comité exécutif de l'UEFA le 3 décembre 2020.

## Contexte
L'AS Rome dispute à cette occasion sa troisième finale européenne après celles de 1984 en Coupe des clubs champions et de 1991 en Coupe UEFA, toutes les deux perdues face à Liverpool et l'Inter Milan respectivement. L'entraîneur romain José Mourinho devient à cette occasion le premier entraîneur à amener quatre clubs différents en finale d'une compétition européenne. Il a de plus l'opportunité de devenir le troisième entraîneur à remporter les trois principales coupes d'Europe après Udo Lattek et Giovanni Trapattoni, en considérant la Ligue Europa Conférence comme un substitut de la défunte Coupe des coupes.
Le Feyenoord Rotterdam accède quant à lui à sa quatrième finale continentale, l'ayant emporté les trois fois précédentes : une fois en Coupe des clubs champions en 1970 puis par deux fois en Coupe UEFA en 1974 et 2002. Le club a ainsi l'opportunité de devenir la sixième équipe à remporter trois compétitions européennes après l'Ajax Amsterdam, la Juventus, le Bayern Munich, Chelsea et Manchester United.
Les deux équipes se sont rencontrées par deux fois dans les compétitions européennes à l'occasion des seizièmes de finale de la Ligue Europa 2014-2015, remportée par Rome sur le score de 3-2 à la faveur d'un match nul puis d'une victoire.

## Parcours des finalistes
Note : dans les résultats ci-dessous, le score du finaliste est toujours donné en premier (D : domicile ; E : extérieur).
| Rang | Équipe         | Pts | J | G | N | P | Bp | Bc | Diff |
| ---- | -------------- | --- | - | - | - | - | -- | -- | ---- |
| 1    | AS Rome        | 13  | 6 | 4 | 1 | 1 | 18 | 11 | +7   |
| 2    | FK Bodø/Glimt  | 12  | 6 | 3 | 3 | 0 | 14 | 5  | +9   |
| 3    | Zorya Louhansk | 7   | 6 | 2 | 1 | 3 | 5  | 11 | -6   |
| 4    | CSKA Sofia     | 1   | 6 | 0 | 1 | 5 | 3  | 13 | -10  |

| Rang | Équipe              | Pts | J | G | N | P | Bp | Bc | Diff |
| ---- | ------------------- | --- | - | - | - | - | -- | -- | ---- |
| 1    | Feyenoord Rotterdam | 14  | 6 | 4 | 2 | 0 | 11 | 6  | +5   |
| 2    | Slavia Prague       | 8   | 6 | 2 | 2 | 2 | 8  | 7  | +1   |
| 3    | Union Berlin        | 7   | 6 | 2 | 1 | 3 | 8  | 9  | -1   |
| 4    | Maccabi Haïfa       | 4   | 6 | 1 | 1 | 4 | 2  | 7  | -5   |

## Match
| Rome ·        |                        |     |
| Titulaires :  |                        |     |
|               |                        |     |
| 01            | Rui Patrício           |     |
| 03            | Roger Ibañez           |     |
| 06            | Chris Smalling         |     |
| 23            | Gianluca Mancini       |     |
| 59            | Nicola Zalewski        | 67e |
| 04            | Bryan Cristante        |     |
| 77            | Henrikh Mkhitaryan     | 17e |
| 02            | Rick Karsdorp          | 89e |
| 07            | Lorenzo Pellegrini     |     |
| 22            | Nicolò Zaniolo         | 67e |
| 09            | Tammy Abraham          | 89e |
|               |                        |     |
| Remplaçants : |                        |     |
| 87            | Daniel Fuzato          |     |
| 05            | Matías Viña            | 89e |
| 15            | Ainsley Maitland-Niles |     |
| 24            | Marash Kumbulla        |     |
| 37            | Leonardo Spinazzola    | 67e |
| 17            | Jordan Veretout        | 67e |
| 27            | Sérgio Oliveira        | 17e |
| 52            | Edoardo Bove           |     |
| 11            | Carles Pérez           |     |
| 14            | Eldor Shomurodov       | 89e |
| 64            | Felix Afena-Gyan       |     |
| 92            | Stephan El Shaarawy    |     |
|               |                        |     |
| Entraîneur :  |                        |     |
| José Mourinho |                        |     |

| Feyenoord ·   |                          |     |
| Titulaires :  |                          |     |
|               |                          |     |
| 01            | Justin Bijlow            |     |
| 05            | Tyrell Malacia           | 88e |
| 04            | Marcos Senesi            |     |
| 18            | Gernot Trauner           | 74e |
| 03            | Lutsharel Geertruida     |     |
| 10            | Orkun Kökçü              | 88e |
| 17            | Fredrik Aursnes          |     |
| 26            | Guus Til                 | 59e |
| 07            | Luis Sinisterra          |     |
| 33            | Cyriel Dessers           |     |
| 14            | Reiss Nelson             | 74e |
|               |                          |     |
| Remplaçants : |                          |     |
| 16            | Valentin Cojocaru        |     |
| 21            | Ofir Marciano            |     |
| 30            | Thijs Jansen             |     |
| 02            | Marcus Holmgren Pedersen | 74e |
| 13            | Philippe Sandler         |     |
| 25            | Ramon Hendriks           |     |
| 32            | Denzel Hall              |     |
| 06            | Jorrit Hendrix           |     |
| 28            | Jens Toornstra           | 59e |
| 09            | Alireza Jahanbakhsh      | 88e |
| 11            | Bryan Linssen            | 74e |
| 23            | Patrik Wålemark          | 88e |
|               |                          |     |
| Entraîneur :  |                          |     |
| Arne Slot     |                          |     |

| Rome ·        |                        |     |
| Titulaires :  |                        |     |
|               |                        |     |
| 01            | Rui Patrício           |     |
| 03            | Roger Ibañez           |     |
| 06            | Chris Smalling         |     |
| 23            | Gianluca Mancini       |     |
| 59            | Nicola Zalewski        | 67e |
| 04            | Bryan Cristante        |     |
| 77            | Henrikh Mkhitaryan     | 17e |
| 02            | Rick Karsdorp          | 89e |
| 07            | Lorenzo Pellegrini     |     |
| 22            | Nicolò Zaniolo         | 67e |
| 09            | Tammy Abraham          | 89e |
|               |                        |     |
| Remplaçants : |                        |     |
| 87            | Daniel Fuzato          |     |
| 05            | Matías Viña            | 89e |
| 15            | Ainsley Maitland-Niles |     |
| 24            | Marash Kumbulla        |     |
| 37            | Leonardo Spinazzola    | 67e |
| 17            | Jordan Veretout        | 67e |
| 27            | Sérgio Oliveira        | 17e |
| 52            | Edoardo Bove           |     |
| 11            | Carles Pérez           |     |
| 14            | Eldor Shomurodov       | 89e |
| 64            | Felix Afena-Gyan       |     |
| 92            | Stephan El Shaarawy    |     |
|               |                        |     |
| Entraîneur :  |                        |     |
| José Mourinho |                        |     |

| Feyenoord ·   |                          |     |
| Titulaires :  |                          |     |
|               |                          |     |
| 01            | Justin Bijlow            |     |
| 05            | Tyrell Malacia           | 88e |
| 04            | Marcos Senesi            |     |
| 18            | Gernot Trauner           | 74e |
| 03            | Lutsharel Geertruida     |     |
| 10            | Orkun Kökçü              | 88e |
| 17            | Fredrik Aursnes          |     |
| 26            | Guus Til                 | 59e |
| 07            | Luis Sinisterra          |     |
| 33            | Cyriel Dessers           |     |
| 14            | Reiss Nelson             | 74e |
|               |                          |     |
| Remplaçants : |                          |     |
| 16            | Valentin Cojocaru        |     |
| 21            | Ofir Marciano            |     |
| 30            | Thijs Jansen             |     |
| 02            | Marcus Holmgren Pedersen | 74e |
| 13            | Philippe Sandler         |     |
| 25            | Ramon Hendriks           |     |
| 32            | Denzel Hall              |     |
| 06            | Jorrit Hendrix           |     |
| 28            | Jens Toornstra           | 59e |
| 09            | Alireza Jahanbakhsh      | 88e |
| 11            | Bryan Linssen            | 74e |
| 23            | Patrik Wålemark          | 88e |
|               |                          |     |
| Entraîneur :  |                          |     |
| Arne Slot     |                          |     |